# Jógvan Durhuus
Jógvan Anfinnur Olafsson Durhuus (* 19. Februar 1938 in Vestmanna, Streymoy) ist ein färöischer Politiker der Tjóðveldisflokkurin TF, der unter anderem zwischen 1970 und 1980 sowie von 1984 bis 1990 erneut Mitglied des Løgting. Er fungierte zudem zwischen 1985 und 1988 stellvertretender Ministerpräsident und Minister für Landwirtschaft, Bildung, Energie und Gesundheit in der Landesregierung Atli Dam IV beziehungsweise von 1988 bis 1989 stellvertretender Ministerpräsident und Minister für Landwirtschaft, Bildung und Gesundheit in der Landesregierung Atli Dam V. Er war erneut zwischen 1994 und 2002 Mitglied des Løgting sowie von 1999 bis 2000 Vorsitzender des Westnordischen Rates.

## Leben
Jógvan A. Olafsson Durhuus, Sohn von Anna Sofia Poulsen und Olaf Durhuus war nach dem Schulbesuch seit 1960 Postbeamter in Vestmanna tätig. Bei der Løgtingswahl 1970 wurde er für die Republikanische Partei TF (Tjóðveldisflokkurin) erstmals zum Mitglied des Parlaments (Løgting) gewählt und vertrat in diesem nach seinen Wiederwahlen am 7. November 1974 und am 7. November 1978 bis zum 8. November 1980 den Wahlkreis „Norðurstreymoyar“. Bei der Løgtingswahl am 8. November 1984 wurde er für die TF wieder zum Mitglied des Løgting gewählt und vertrat nach seiner Wiederwahl am 8. November 1988 bis zum 17. November 1990 abermals den Wahlkreis „Norðurstreymoyar“.
Am 10. Januar 1985 Durhuus in die Landesregierung Atli Dam IV und bekleidete in dieser bis zum 5. April 1988 die Posten als stellvertretender Ministerpräsident und Minister für Landwirtschaft, Bildung, Energie und Gesundheit. In der darauf folgenden Landesregierung Atli Dam V übernahm er zwischen dem 5. April 1988 und dem 18. Januar 1989 die Ämter als stellvertretender Ministerpräsident und Minister für Landwirtschaft, Bildung und Gesundheit. Während seiner Amtszeit als Minister übernahm das stellvertretende Mitglied Øssur av Steinum von 1985 bis 1989 vorübergehend das Mandat in der Løgting.
Jógvan Durhuus, der zeitweise auch Vorstandsmitglied des Versicherungsverbandes TF (Tryggingarfelagið Føroyar) war, wurde bei der  Løgtingswahl am 7. Juli 1994 erneut zum Mitglied der Løgting gewählt, in der er nach seiner Wiederwahl am 1. April 1998 noch einmal bis zum 30. April 2020 den Wahlkreis „Norðurstreymoyar“ vertrat. Er war zwischen 1996 und 2001 Mitglied sowie von 1999 bis 2000 Vorsitzender des Westnordischen Rates.
Er war mit Hervør Hanusardóttir verheiratet.